# Sabas Reyes Salazar
Padre Sabás Reyes Salazar (Cocula, 5 dicembre 1883 – Tototlán, 13 aprile 1927) fu un sacerdote messicano, martire durante le persecuzioni anticlericali del presidente Plutarco Elías Calles.

## Biografia
Fu ordinato sacerdote nel dicembre 1911, dimostrandosi subito un fervente devoto della SS. Trinità. Di animo semplice, si dedicò con particolare cura alla formazione dei bambini e dei giovani, sia nell'ambito della catechesi, sia nell'insegnamento di scienze, arti e mestieri.
Nel 1927 durante uno dei periodi più pericolosi per i sacerdoti, si rifiutò di lasciare Tatotlán dicendo: «Mi hanno lasciato qui e qui attendo. Vediamo che cosa determina Iddio». Nella Settimana Santa di quello stesso anno giunsero nel paese le truppe federali alla ricerca del parroco don Francisco Vizcarra e dei suoi assistenti. L'unico presente era padre Sabás Reyes Salazar, sul quale si riversò tutto l'odio generato in quella guerra civile: padre Sabás fu catturato e legato ad una colonna del tempio parrocchiale, fu torturato per tre giorni, senza acqua né cibo, e gli furono bruciate le mani.
Il 13 aprile 1927, mercoledì santo, fu portato dentro il recinto del cimitero, dove venne fucilato a soli 43 anni. Poco prima dell'esecuzione trovò la forza di gridare «Viva Cristo Re».

## Culto
Fu beatificato da Papa Giovanni Paolo II il 22 novembre 1992 nella Basilica di S. Pietro, assieme ad altri 25 perseguitati, che donarono con il martirio la loro vita per la difesa della Fede. Il 21 maggio del 2000 padre Sabás è stato canonizzato.